# Bình Hòa, Tây Sơn
Bình Hòa là một xã thuộc huyện Tây Sơn, tỉnh Bình Định, Việt Nam.
Xã Bình Hòa có diện tích 13,69 km², dân số năm 1999 là 8475 người, mật độ dân số đạt 619 người/km².

## Hành chính
Xã Bình Hòa được chia thành 6 thôn: Dõng Hòa, Kiên Thạnh, Trường Định 1, Trường Định 2, Vân Tường, Vĩnh Lộc.